# Timonius caudatus
Timonius caudatus är en måreväxtart som beskrevs av Theodoric Valeton. Timonius caudatus ingår i släktet Timonius och familjen måreväxter. Inga underarter finns listade i Catalogue of Life.